# Middelfart (plaats)
Middelfart is een stadje in Denemarken, gelegen in de gelijknamige gemeente, op het eiland Funen, in de regio Zuid-Denemarken. De stad ligt aan de Kleine Belt, op de plaats waar deze het nauwst is: slechts 600 meter. Middelfart heeft een inwonertal van 15.922 (2020). Middelfart heeft de status van marktstad (købstad).

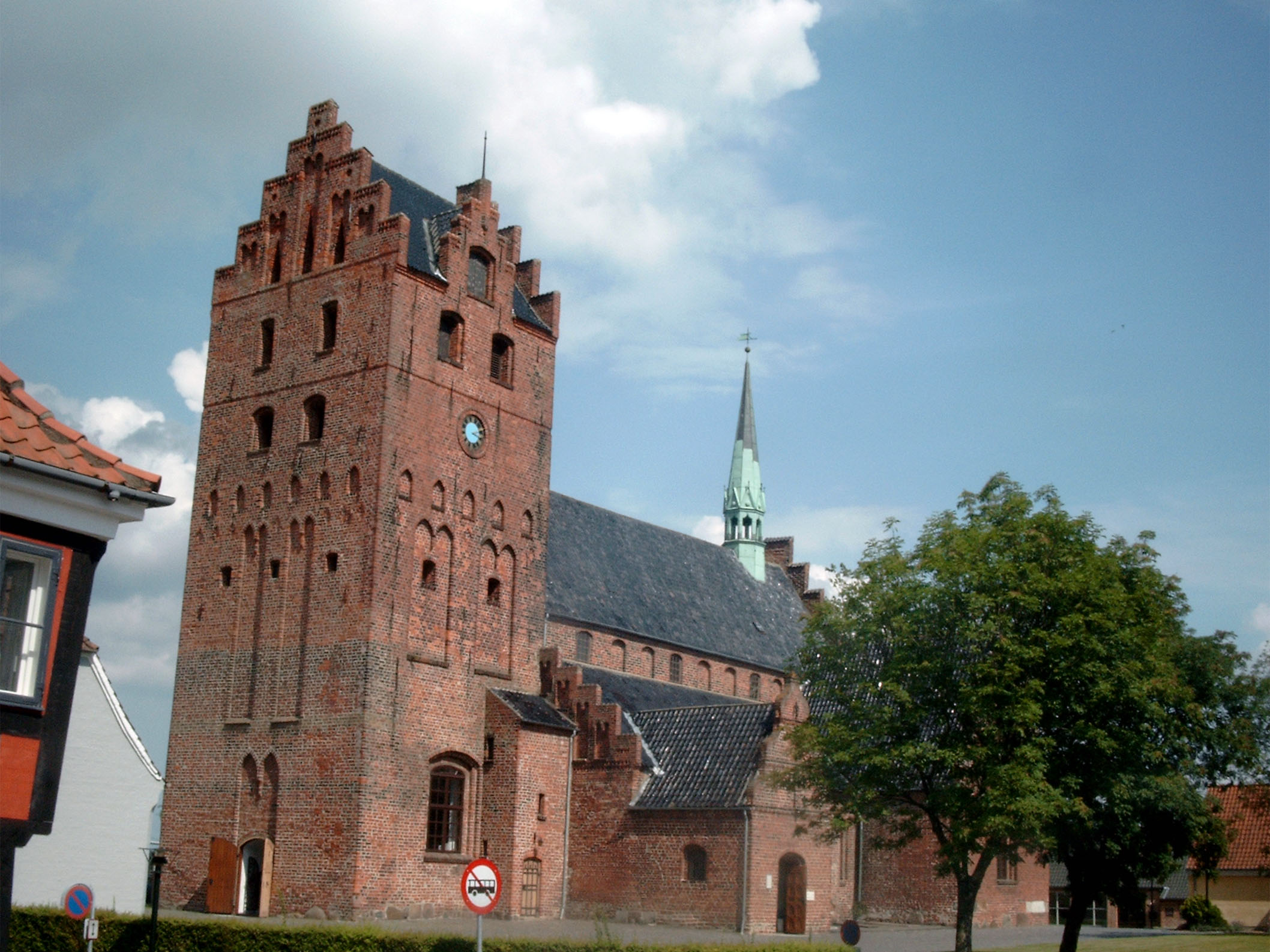
Nikolai-kerk

De stad is rond 1200 gesticht en werd voor het eerst als Mæthælfar vermeld in Kong Valdemars Jordebog in de 13e eeuw. In de eeuwen die volgden, werd de verkorte vorm Melfar gebruikt. De naam betekent "middelste oversteekplaats", wat te maken heeft met het veerverkeer tussen Jutland en Funen.
Nabij het stadje liggen de beide bruggen over de Kleine Belt: de Oude Kleine Beltbrug uit 1935 en de Nieuwe Kleine Beltbrug uit 1970. De oude brug dient zowel voor spoorverkeer, als voor autoverkeer, fietsers en wandelaars en verbindt Middelfart met Snoghøj op Jutland. De nieuwere brug is onderdeel van de autosnelweg E20.

## Geboren
- Frank Olsen (1952), voetballer
- Christian Eriksen (1992), voetballer
- Rasmus Falk (1992), voetballer
- Søren Kragh Andersen (1994), wielrenner
- Jacob Hindsgaul Madsen (2000), wielrenner

- Bibliothèque nationale de France: cb155365334 (data)
- Gemeinsame Normdatei: 4757922-5
- Library of Congress Control Number: n81035080
- Nationale Bibliotheek van Tsjechië: ge565639
- Nationale Bibliotheek van Israël: 987007555035605171
- Système universitaire de documentation: 157772071
- Virtual International Authority File: 151277567
- WorldCat: E39PBJg8K7CrGDrGRcBDK7B773